# René Benausse

a Compétitions nationales et continentales officielles uniquement.

b Matchs officiels uniquement.
René Benausse, né le 23 septembre 1929 à Carcassonne et mort le 29 novembre 2013 à Villalier, est un joueur français de rugby à XIII au poste d'ailier. Il est le frère de Gilbert Benausse avec lequel il jouait à Lézignan.

## Carrière en rugby à XIII

### Équipe de France
- International (1 sélection) 1960.